# Oocystaenium
Oocystaenium, monotipski rod zelenih algi iz porodice Oocystaceae, dio reda Chlorellales. Jedina je vrsta slatkovodna alga O. elegans otkrivena u Goregaonu kod Bombaya u Indiji